# Pepper Ann
Pepper Ann (1997–2001) – amerykański serial animowany.

## Opis fabuły
Serial opowiada o przygodach 12-letniej dziewczyny zwanej Pepper Ann, która wraz z przyjaciółmi – Milo Kamalani i Nicky Little – chodzą do szkoły średniej Hazelnut i przeżywają niesamowite przygody.

## Bohaterowie
- Pepper Ann – główna bohaterka kreskówki. Ma 12 lat. Jest uczennicą szkoły średniej Hazelnut.
- Milo Kamalani – najlepszy przyjaciel Pepper. Jest artystą.
- Nicky Little – najlepszy przyjaciel Pepper.

## Wersja polska
Wersja polska: Master Film

Reżyseria: Małgorzata Boratyńska

Udział wzięli:
- Joanna Węgrzynowska – Vanessa